# Sphenomorphus abdictus
Sphenomorphus abdictus este o specie de șopârle din genul Sphenomorphus, familia Scincidae, descrisă de Walter Varian Brown și Alcala 1980. A fost clasificată de IUCN ca specie cu risc scăzut.

## Subspecii
Această specie cuprinde următoarele subspecii:
- S. a. abdictus
- S. a. aquilonius